# Alesha Zappitella
Alesha Zappitella (Conneaut, Ohio; 28 de febrero de 1995) es una artista marcial mixta estadounidense que compite en Invicta Fighting Championships, llegando a ser campeona en peso átomo.

## Primeros años
Alesha creció en Ohio y empezó a practicar lucha libre a los cinco años, como única chica en un equipo masculino. También jugaba al sóftbol, pero lo dejó después de que su entrenador le aconsejara que abandonara la lucha libre para centrarse en el "deporte femenino" que la llevaría a algún sitio. Llegó a ser dos veces campeona del estado de Ohio en lucha libre femenina, cinco veces All-American y finalmente sexta en las pruebas olímpicas de Estados Unidos de 2016.

## Carrera

### Invicta FC

#### Inicios
Zappitella hizo su debut profesional contra Jayme Hinshaw en KOTC Equalizer el 15 de octubre de 2016, ganando por decisión unánime el combate. Pasaría a acumular un récord de 3-0, con un solo no-contest, lo que le valió la atención de Invicta Fighting Championships. Esta empresa programó su debut contra Shino VanHoose en Invicta FC 30: Frey vs. Grusander. VanHoose más tarde se retiró del combate y fue reemplazada por Jillian DeCoursey. Zappitella ganó el combate por decisión unánime.
Zappitella tenía previsto luchar contra Amber Brown en Invicta FC 33: Frey vs. Grusander II. Ganó el combate por decisión unánime.
Zappitella tenía programado combatir contra Viviane Pereira en Invicta FC 35: Bennett vs. Rodríguez II. Pereira falló en la báscula, pesando 0,6 libras por encima del límite de peso atómico. Zappitella perdió por primera vez en su carrera profesional, ya que Pereira ganó el combate por decisión unánime.
Tras su primera derrota, Zappitella abandonó brevemente Invicta, estando programada para luchar contra la nipona Kanna Asakura en RIZIN 18. Asakura ganó el combate por decisión dividida.
Volviendo a Invicta, Zappitella estaba programada para luchar contra Kelly D'Angelo en Invicta FC 39: Frey vs Cummins II. Zappitella rompió su racha de dos derrotas consecutivas y ganó el combate por decisión unánime.
Zappitella tenía previsto enfrentarse a Lindsey VanZandt en Invicta FC 40: Ducote vs. Lima. Zappitella ganó el combate por decisión dividida (28-29, 29-27, 30-27). La mayoría de los miembros de los medios de comunicación puntuaron el combate a favor de Zappitella.

#### Reinado del título de peso átomo
Zappitella tenía previsto enfrentarse a Ashley Cummins en Invicta FC 42: Cummins vs. Zappitella por el título vacante de peso átomo de Invicta FC. Cummins fue la más dominante durante los dos primeros asaltos, ganando la mayoría de los intercambios de golpes y deteniendo los derribos de Zappitella. En el primer minuto del tercer asalto, Zappitella logró un derribo y contrarrestó el intento de Cummins de estrangularla en la guillotina con una llave Von Flue, la primera llave Von Flue de la historia de Invicta FC.
Zappitella hizo su primera defensa del título contra la brasileña Jéssica Delboni en Invicta 44: Rodríguez vs. Torquato el 21 de mayo de 2021, y ganó el combate por decisión dividida. Dos de los jueces anotaron la pelea 48-47 a favor de Zappitella, mientras que el tercer juez anotó 48-47 a favor de Delboni. Todos los miembros de los medios de comunicación anotaron la pelea para Delboni.
Zappitella volvió a enfrentarse a Jéssica Delboni el 12 de enero de 2022, en Invicta FC 45. Perdió el combate y el título por decisión unánime, con puntuaciones de 50-45, 50-45 y 49-46.

#### Ascenso a peso paja
Al ascender al peso paja, Zappitella se enfrentó a Emily Ducote por el Campeonato de Invicta FC en esta categoría el 11 de mayo de 2022, en Invicta FC 47. Perdió el combate después de que los médicos detuvieran el combate tras el segundo asalto debido a un corte en el párpado.

## Vida personal
Trabaja como educadora paraprofesional en el distrito de las Escuelas Públicas de Howell. También ha sido entrenadora de defensa personal para chicas y mujeres en el Instituto de Atletismo de Michigan.
Es aficionada y ávida jugadora del juego de cartas coleccionables Magic: The Gathering.

## Récord en artes marciales mixtas
| Resultado | Récord  | Oponente          | Método                        | Evento                                   | Fecha                    | Ronda | Tiempo | Localización    |
| --------- | ------- | ----------------- | ----------------------------- | ---------------------------------------- | ------------------------ | ----- | ------ | --------------- |
| Derrota   | 9–4 (1) | Emily Ducote      | TKO (detención médica)        | Invicta FC 47: Ducote vs. Zappitella     | 11 de mayo de 2022       | 2     | 5:00   | Kansas City     |
| Derrota   | 9–3 (1) | Jéssica Delboni   | Decisión (unánime)            | Invicta FC 45: Zappitella vs. Delboni II | 12 de enero de 2022      | 5     | 5:00   | Kansas City     |
| Victoria  | 9–2 (1) | Jéssica Delboni   | Decisión (split)              | Invicta FC 44: Rodríguez vs. Torquato    | 21 de mayo de 2021       | 5     | 5:00   | Kansas City     |
| Victoria  | 8–2 (1) | Ashley Cummins    | Sumisión (Von Flue choke)     | Invicta FC 42: Cummins vs. Zappitella    | 17 de septiembre de 2020 | 4     | 1:20   | Kansas City     |
| Victoria  | 7–2 (1) | Lindsey VanZandt  | Decisión (split)              | Invicta FC 40: Ducote vs. Lima           | 2 de julio de 2020       | 3     | 5:00   | Kansas City     |
| Victoria  | 6–2 (1) | Kelly D'Angelo    | Decisión (unánime)            | Invicta FC 39: Frey vs. Cummins II       | 7 de febrero de 2020     | 3     | 5:00   | Kansas City     |
| Derrota   | 5–2 (1) | Kanna Asakura     | Decisión (split)              | RIZIN 18                                 | 18 de agosto de 2019     | 3     | 5:00   | Nagoya          |
| Derrota   | 5–1 (1) | Viviane Pereira   | Decisión (unánime)            | Invicta FC 35: Bennett vs. Rodriguez II  | 7 de junio de 2019       | 3     | 5:00   | Kansas City     |
| Victoria  | 5–0 (1) | Amber Brown       | Decisión (unánime)            | Invicta FC 33: Frey vs. Grusander II     | 15 de diciembre de 2018  | 3     | 5:00   | Kansas City     |
| Victoria  | 4–0 (1) | Jillian DeCoursey | Decisión (unánime)            | Invicta FC 30: Frey vs. Grusander        | 21 de julio de 2018      | 3     | 5:00   | Kansas City     |
| Victoria  | 3–0 (1) | Kyna Sisson       | Decisión (split)              | WXC 71: Night of Champions 10            | 17 de febrero de 2018    | 3     | 5:00   | Southgate       |
| NC        | 2–0 (1) | Stephanie Alba    | No presentada                 | Combate 13                               | 20 de abril de 2017      | 3     | 5:00   | Tucson          |
| Victoria  | 2–0     | Miao Ding         | Sumisión (arm-triangle choke) | Kunlun Fight MMA 9                       | 25 de febrero de 2017    | 2     | 1:17   | Sanya           |
| Victoria  | 1–0     | Jayme Hinshaw     | Decisión (unánime)            | KOTC Equalizer                           | 15 de octubre de 2016    | 3     | 5:00   | Lac du Flambeau |